# Achille et Polyxène (opéra)
Achille et Polyxène est une tragédie lyrique comprenant un prologue et cinq actes sur un livret de Jean Galbert de Campistron inspiré de l'Énéide de Virgile. L'ouverture et le premier acte sont composés par Jean-Baptiste Lully qui meurt de la gangrène le 22 mars 1687 avant d'avoir terminé l'ouvrage. C'est son élève Pascal Collasse qui compose le reste de l'ouvrage, c'est-à-dire le prologue et quatre actes, huit mois après la mort de Lully. La création a lieu le 7 novembre 1687 au Théâtre du Palais-Royal à Paris. Achille et Polyxène n'a guère de succès et suscite des commentaires négatifs. Présentée à Hambourg en 1692, l’œuvre est reprise une seule fois, munie d'un nouveau prologue le 11 octobre 1712.

## Personnages
| Rôle       | Voix         | Première, 7 novembre 1687)         |
| ---------- | ------------ | ---------------------------------- |
| Achille    | haute-contre | Louis Gaulard Dumesny              |
| Agamemnon  | basse        | Jean Dun                           |
| Priam      | basse        | François Beaumavielle              |
| Andromaque | soprano      | Fanchon Moreau ou Louison Moreau ? |
| Polyxène   | soprano      | Marie Le Rochois                   |
| Briséis    | soprano      | Marie-Louise Desmatins             |

## Synopsis

### Prologue
Le prologue présente un ancien lieu de spectacle tombant en ruines. Mercure, le messager des dieux questionne les muses, il veut savoir elles sont si abattues. Melpomène lui répond que le roi (i.e. Louis XIV), dans sa frénésie de conquêtes, a jeté le pays dans la guerre et a oublié les Muses et leurs réjouissances. Les autres muses acquiescent et continuent : « Il n'approuve rien de ce que nous faisons ; nous ne valons rien à ses yeux. ». Mercure les interrompt et insiste pour qu'elles oublient leur tristesse et se concentrent plutôt sur le spectacle charmant qui va être représenté devant elles. La scène se transforme alors, comme si son ancienne splendeur était retrouvée. Les Muses acceptent d’accorder une attention particulière au spectacle qui va suivre et de tenter de l’apprécier en dépit de leurs doutes. Jupiter lui-même descend des cieux et invite à la contemplation particulière du héros grec Achille. Les Muses sont d'accord et attendent de découvrir l'histoire de l'invincible Achille et de ses mémorables batailles.

### Acte I
L'acte I commence sur l'île de Tenedos où Achille s'est retiré à la suite de sa querelle avec Agamemnon. Patrocle demande à Achille s'il n'est pas jaloux d'Hector qui s'est montré si valeureux dans les batailles passées. Achille lui répond que seuls les revers de Grecs lui font plaisir, Agamemnon, leur chef, étant l'objet principal de sa colère. Patrocle entonne un air guerrier ("Je cours assurer ma mémoire") et déclare qu'il va se battre contre Hector et le vaincre. Achille, bien qu'en souci pour la sécurité de son ami, l'approuvé et déclare : "si ton cœur est vaillant, tes armes le seront aussi". Après le départ de Patrocle, Achille, resté seul, demande aux dieux de protéger son ami en un monologue poignant. Diomède arrive et annonce que sans l'aide d'Achille, les Grecs ne pourront vaincre les Troyens. Achille rétorque et insiste qu'il se sent bien ici, loin des Grecs querelleurs. Diomède réprimande le héros, suggérant que sa bravoure est superficielle et qu'il préfère les plaisirs vains. Vénus et les Grâces, descendant des cieux, rappellent à Achille le plaisir qu’il éprouvait avec elles quand il n’était pas au combat. L'acte se termine alors qu'Arcas arrive en courant pour annoncer que Patrocle est mort. Achille jure vengeance contre Hector dans un aria passionné ("Mânes de ce Guerrier, dont je pleure le sort").

### Acte II
L'acte II se déroule dans un camp des Grecs à la veille du combat contre les Troyens. Diomède est certain qu'avec l'aide d'Achille, les Grecs sous les ordres d'Agamemnon seront victorieux. Agamemnon reste incertain et, voyant s'avancer d'Achille, décide de reculer. Un chœur de soldats chante les louanges du bouillant Achille qui est victorieux. Arcas assure aux prisonniers Troyens qu'Achille n'est pas sans compassion - l'espoir devrait remplacer leurs craintes. Priam, le roi des Troyens, complote avec sa fille Polyxène et sa belle-fille Andromaque pour fléchir le cœur d'Achille. Chacun en appelle à Achille en lui racontant l'histoire de leurs pertes et de leurs souffrances au cours de la guerre avec les Grecs. Mais c'est la très belle Polyxène qui conquiert le cœur d'Achille avec son air émouvant "Vous le sçavez, Dieux que j'atteste!". Le valeureux guerrier promet la paix éternelle avec les Grecs.

### Acte III
Le rideau de l'acte III se lève sur le camp d'Achille. Celui-ci avoue son amour pour Polyxène à Arcas, qui lui rappelle cependant que son projet initial était de venger son ami mort par la main d'Hector. Achille répond que seul ce dernier mérite sa soif de vengeance, et que les autres Troyens ne sont pas à blâmer. Agamemnon fait son entrée et questionne également l'allégeance d'Achille. Achille lui rappelle que c'est pour Patrocle et non pour les Grecs qu'il a combattu les Troyens. Agamemnon, réalisant qu'Achille est tombé amoureux de la princesse ennemie, présente le grand héros à Briséis, une princesse grecque qui, espère-t-il, ramènera Achille aux côtés des Grecs. Briseis confie à Achille l'histoire de sa capture et de la perte de tout ce qu'elle a aimé. Achille, avec tout le tact dont il est capable, explique qu'il ne peut pas l'aimer. Briséis est furieuse et invoque Junon pour qu'elle venge son cœur brisé. Junon accepte et promet qu'avant la fin de la journée, Briséis verra l'effet de sa demande. L'acte se termine par un chœur de bergers qui remercient les dieux pour la paix établie par le "conquérant généreux".

### Acte IV
L'acte IV se passe dans le palais du roi Priam. Polyxène, seule et dans l'incertitude, s'interroge sur l'opportunité d'épouser Achille qui était l'ennemi de son peuple il y a si peu de temps. Elle se résigne toutefois à l'inévitable et attend la cérémonie. Andromaque, devinant le désespoir de Polyxene, tente de réconforter la future mariée en jurant: "Ma fidélité envers vous restera aussi célèbre que la gloire d'Achille]". Priam entre et commande à ses sujets de préparer les célébrations du mariage. Les chœurs des Troyens chantent les louanges de la belle princesse et du conquérant héroïque.

### Acte V
L'acte V se situe dans le temple d'Apollon. Au début de l'acte, Achille demande à sa nouvelle épouse pourquoi elle se détourne de lui lorsqu'il l'approche. Elle lui répond : "Plus je vous vois, et plus je suis troublée." Priam entre, précédant les troupes des grecs et de Troyens, et demande à chacun, en hommage à la paix, de se soumettre à l'amour. Il demande aux deux amants de se promettre tendresse et amour dévoué. Briséis est folle de rage lorsqu'elle assiste du mariage d'Achille et de Polyxène. Elle veut savoir pourquoi Junon n'a pas pris sa revanche. Le chœur des Grecs avertit Achille de fuir une mort certaine. Achille, frappé, s'écroule et Arcas se précipite vers, accusant le Troyen Paris de cet acte de trahison. Briseis rejoint Polyxène et jure qu'elle dirigera les forces armées pour venger la mort d'Achille. Polyxène renvoie toute l'assemblée  et s'effondre dans un monologue : "C'en est fait", ajoutant qu'elle est incapable de vivre sans son mari. L'opéra se termine sur son suicide.